# 宮原義照
宮原 義照（みやはら よしてる、天正4年（1576年） − 慶長7年1月10日（1602年2月3日））は、戦国武将、江戸時代初期の旗本。本姓は源氏。家系は足利氏の流れで鎌倉公方足利基氏の血筋である。宮原義勝の長男。母は真里谷信政の娘。通称は勘五郎。祖父は足利晴直（上杉憲寛）である。『寛政重修諸家譜』によれば、義照から宮原姓を称したという。
天正18年（1590年）、徳川家康に御目見をする。下野国足利郡内において1040石を与えられて、諸役免除を申し渡される。天正19年（1591年）、足利郡駒場村に居所を移す。それまでは上総国宮原を居所にしていたようである。慶長5年（1600年）、関ヶ原の戦いに際し徳川秀忠に従い、上田城攻めに参加する。慶長7年（1602年）1月10日死去、27歳。法号は照公。
正妻、子女ともにいない。実弟の義久を養子に迎えた。